# Luftfahrtmuseum Kunovice
Das Luftfahrtmuseum Kunovice (tschechisch Letecké muzeum Kunovice) ist ein Museum im Bezirk Uherské Hradiště (Okres Uherské Hradiště) im Südosten Tschechiens. Ein Schwerpunkt der Sammlung sind die Erzeugnisse des Herstellers Let Kunovice.

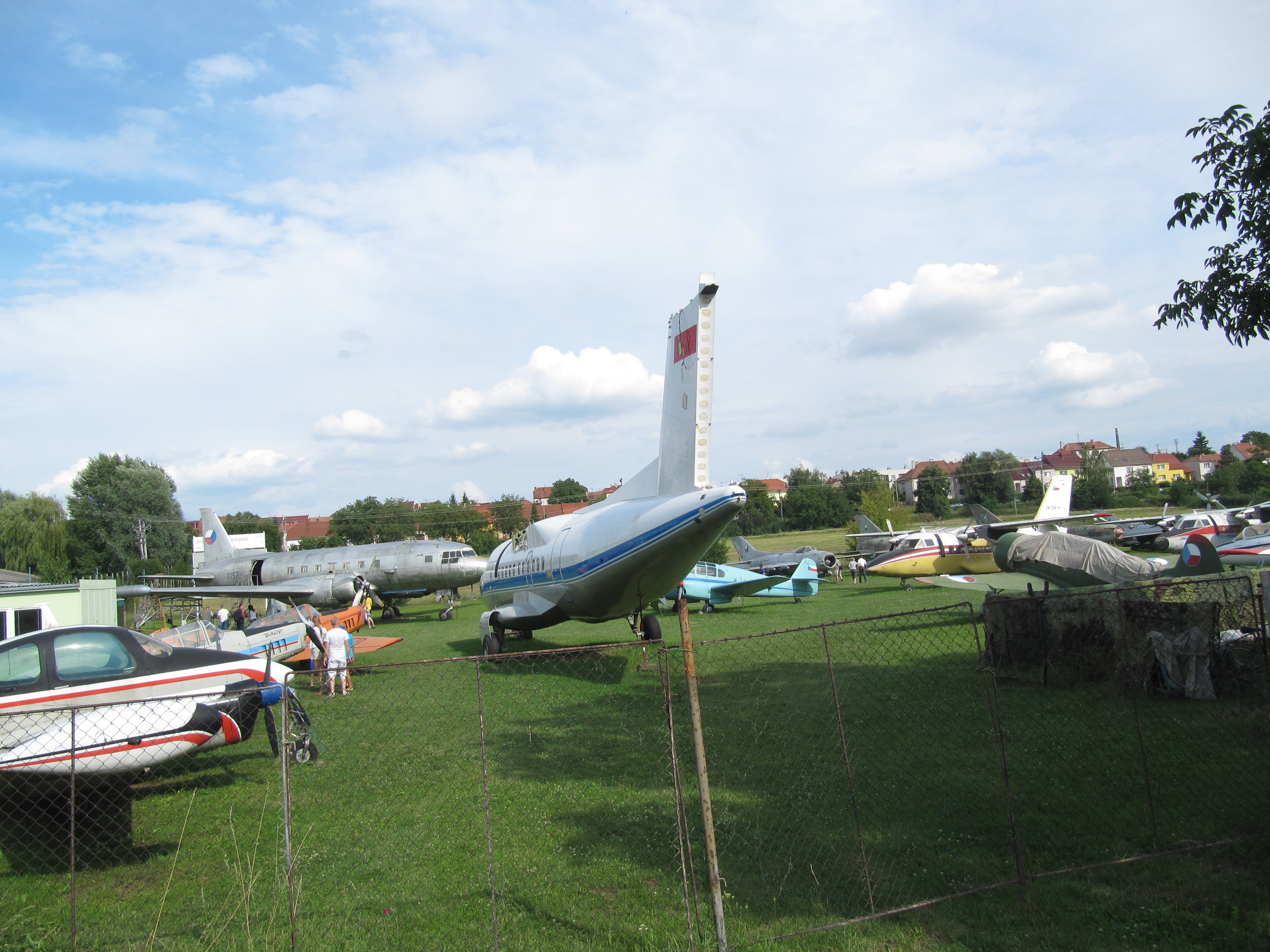
Blick auf die Ausstellung

## Geschichte
Das Museum wurde 1970 auf Initiative von Mitgliedern des örtlichen Luftsportclubs gegründet. Es befindet sich am Rand des Flugplatzes Kunovice. Die vom Hersteller Let Kunovice produzierten Typen sind fast vollständig im Bestand des Museums. Die Flugzeuge stehen im Freien.
Das Museum ist per Auto und Bahn erreichbar, in der Nähe des Museums befindet sich ein Haltepunkt.

## Exponate
- Aero L-29, Strahltrainer

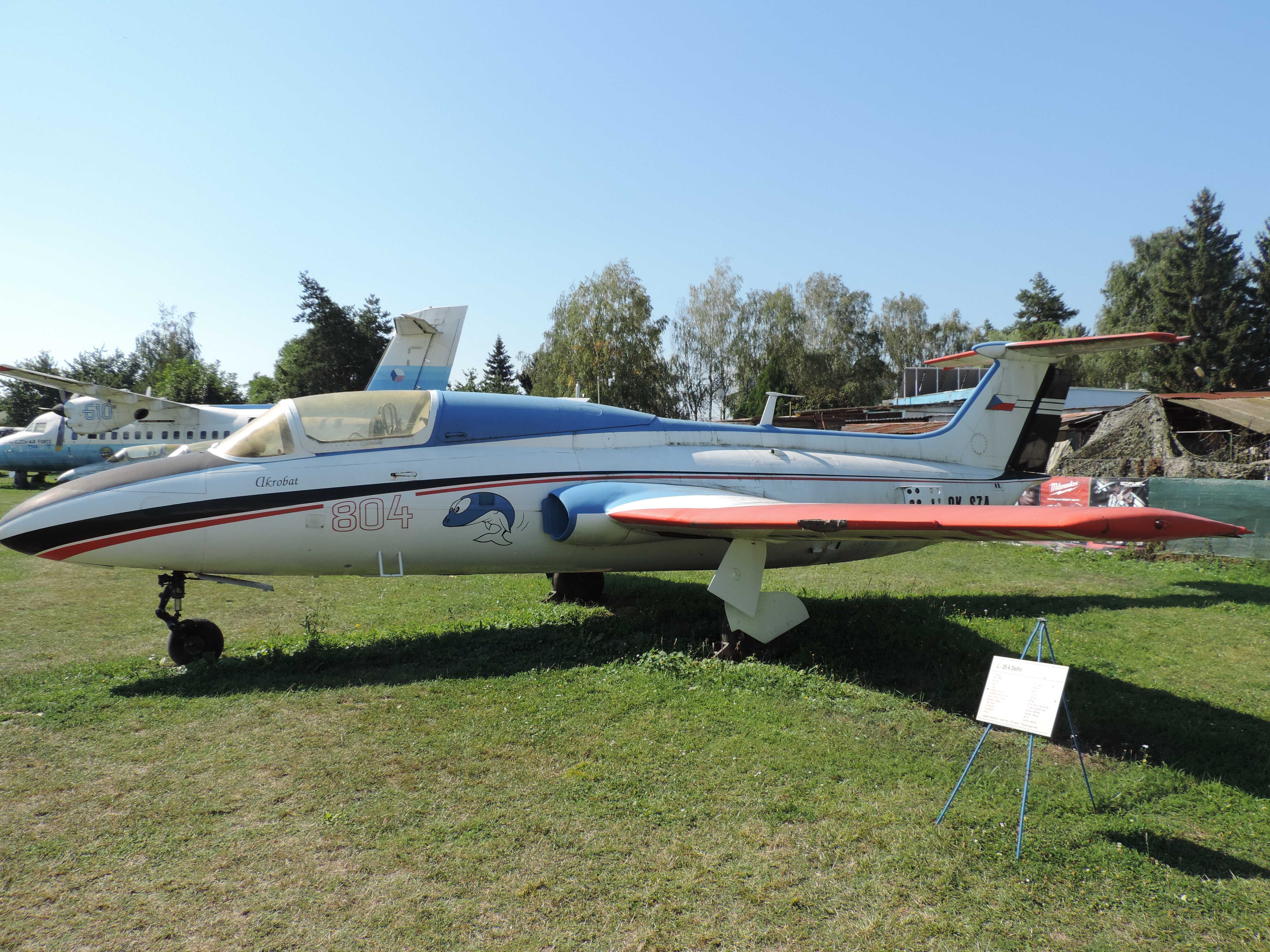
L-29A, im Hintergrund die L-610

- Aero L-29A Delfin-Akrobat (einziges derzeit ausgestelltes Exemplar dieses Typs), strahlgetriebenes Kunstflugzeug
- Aero L-29R, Aufklärer
- 2 Avia Av-14, Lizenzproduktion der Iljuschin Il-14, davon eine Fotoversion
- Jakowlew Jak-40, Passagierflugzeug, ehemalige tschechische Regierungsmaschine
- Let C-11, Lizenzproduktion der Jakowlew Jak-11, Fortgeschrittenentrainer
- Let L-200 Morava, Reiseflugzeug
- mehrere Kurzstreckenverkehrsflugzeuge Let L-410, darunter der Prototyp XL-410
- Let L-610M, Kurzstreckenverkehrsflugzeug
- Aero Ae-45, (Reiseflugzeug)
- Mikojan-Gurewitsch MiG-15, Jagdflugzeug
- Mikojan-Gurewitsch MiG-19PM, Jagdflugzeug
- Mikojan-Gurewitsch MiG-21 F-13, Jagdflugzeug
- Mikojan-Gurewitsch MiG-21MF, Jagdflugzeug
- Mikojan-Gurewitsch MiG-23MF, Jagdflugzeug
- Suchoi Su-7BM, Jagdbomber
- Suchoi Su-7U, Kampftrainer
- Tu-154M, Passagierflugzeug, ehemalige tschechische Regierungsmaschine
- Mil Mi-4, Mehrzweckhubschrauber
- Zlín Z-126, Sportflugzeug
- Zlín Z-226, Sportflugzeug
- Let Z-37, Agrarflugzeug
- Let Z-37TM, Prototyp der militärischen Version der Z-37
- KT-04, Schleppziel
- ZX-1, unsichtbares Stealth-Flugzeug. Hierbei handelt es sich um eine Art wissenschaftlichen Witz. Lt. der Webseite des Museums habe ein Museumstechniker vergessen, die fortschrittliche Stealth-Technologie in der Kabine auszuschalten. Deshalb könne die Schalttafel mit dem Schalter für Sichtbar/Unsichtbar nicht mehr gefunden werden, und das Flugzeug bleibe deshalb unsichtbar.[1]